# Ivan Toney
Ivan Benjamin Elijah Toney (Northampton, 16 de março de 1996) é um futebolista inglês que atua como centroavante. Atualmente, joga no Al-Ahli, da Arábia Saudita.
Toney se tornou o jogador mais jovem a representar o Northampton Town quando fez sua estreia na equipe principal em 2012 e marcou 13 gols em 60 partidas em todas as competições antes de ingressar ao Newcastle United em 2015. Em sua primeira temporada no Newcastle, ele teve dois empréstimos consecutivos para o Barnsley, vencendo o EFL Trophy e os play-offs da League One. Ele passou os dois anos seguintes emprestado na League One para o Shrewsbury Town, Scunthorpe United, e Wigan Athletic.
Em 2018, Toney se juntou ao Peterborough United permanentemente por uma taxa não revelada, onde artilheiro da League One e Jogador da Temporada em 2019–20.

## Carreira

### Northampton Town

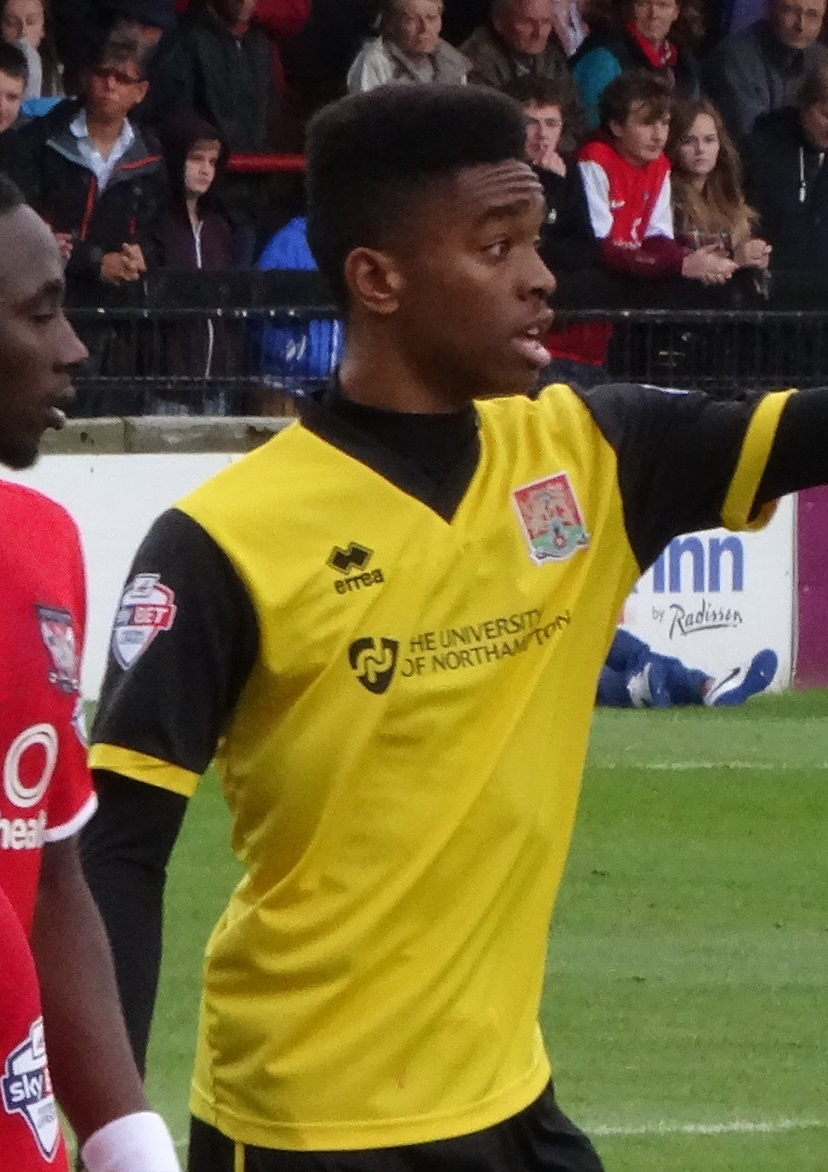
Toney a jogar pelo Northampton em 2014

Nascido em Northampton, Toney iniciou a sua carreira no clube da sua cidade natal, Northampton Town. No dia 13 de novembro de 2012, fez a sua estreia pela equipe principal, num empate por 3–3 frente ao Bradford City, na 1.ª rodada da Taça de Inglaterra; Toney entrou no final do tempo regulamentar e o Northampton acabou por perder por 4–2 nos penáltis. Com 16 anos, tornou-se o jogador mais jovem da história do clube. No dia seguinte, Toney marcou 4 gols na FA Youth Cup, numa vitória por 5–0 sobre o York City. Nessa temporada, foi convocado mais uma vez pela equipe principal, a 17 de novembro, para um jogo da League Two contra o Wycombe Wanderers. Toney não saiu do banco e o Northampton venceu por 3–1.
Toney fez a sua estreia a titular a 28 de setembro de 2013, num empate por 0–0 contra o Morecambe, tendo sido substituído aos 74 minutos de jogo. Os seus primeiros gols profissionais surgiram a 26 de abril de 2014, marcando 2 na primeira parte numa vitória por 3–0 sobre o Dagenham & Redbridge, o segundo através de um pontapé de bicicleta. A 3 de maio, na última jornada da época, marcou de cabeça numa vitória por 3–1 sobre o Oxford United, que impediu a descida do Northampton para a National League
Em 12 de agosto de 2014, Toney marcou de cabeça numa vitória por 3–2 sobre o Wolverhampton Wanderers, do Championship, na 1.ª rodada da Taça da Liga Inglesa. Os seus primeiros gols no campeonato da temporada surgiram a 20 de setembro, marcando 2 vezes após entrar como suplente numa derrota por 5–4 contra o Accrington Stanley. Uma semana depois, marcou de cabeça numa vitória por 1–0 sobre o Morecambe. A 26 de dezembro, Toney recebeu o primeiro cartão vermelho da sua carreira, numa derrota por 3–2 frente ao Bury, após se envolver numa luta com o defesa adversário Hayden White, que também foi expulso.
Em novembro de 2014, Toney esteve perto de se transferir para o Wolverhampton Wanderers, mas o negócio de 500 mil libras colapsou devido a um problema médico não revelado.

### Newcastle United

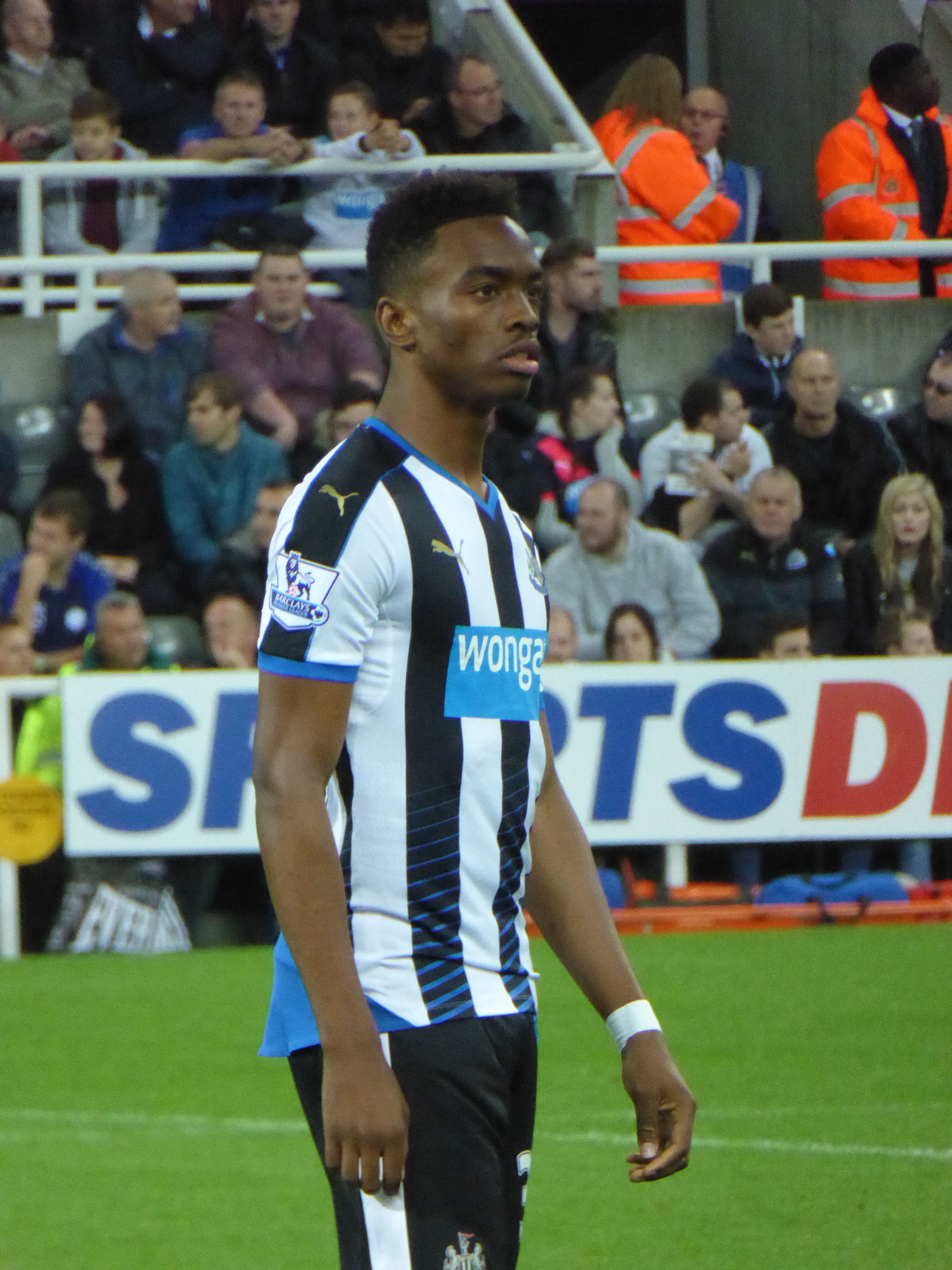
Toney a jogar pelo Newcastle em 2015

Após marcar 13 gols em 60 jogos pelo Northampton, Toney assinou um contrato de longo-prazo pelo Newcastle United, clube da Premier League, a 6 de agosto de 2015, a troco de uma taxa não revelada. A 25 de agosto, fez a sua estreia pelos Magpies, na 2.ª rodada da Taça da Liga Inglesa, substituindo Massadio Haïdara aos 78 minutos de jogo, numa vitória por 4–1 sobre a sua prévia equipe, Northampton Town. A 26 de setembro, estreou-se na Premier League, substituindo Aleksandar Mitrović aos 85 minutos de jogo num empate por 2–2 frente ao Chelsea.

#### Empréstimos
Em 9 de novembro de 2015, Toney foi emprestado ao Barnsley, da League One, por 28 dias. Fez a sua estreia no dia seguinte, nos quartos-de-final da divisão Norte do Football League Trophy, começando a titular numa vitória por 2–1 sobre o York City. A 5 de dezembro, na rodada seguinte da competição, marcou, de cabeça, o seu primeiro gol pelo clube, num empate por 2–2 frente ao Wigan Athletic. No desempate por penáltis converteu a sua tentativa, com o Barnsley a avançar para a rodada seguinte. Uma semana depois, Toney marcou o seu primeiro gol no campeonato pelo clube, novamente de cabeça, numa vitória por 3–2 sobre o Colchester United.
Em 24 de março de 2016, Toney foi novamente emprestado ao Barnsley, desta vez até ao final da temporada 2016–17. A 3 de abril, na final do Football League Trophy contra o Oxford United, em Wembley, entrou como substituto aos 65 minutos de jogo. Num ressalto de um remate de Toney, Ashley Fletcher marcou o 2–1 para o Barnsley, que acabou por vencer por 3–2 e conquistar o troféu. A 29 de maio, novamente em Wembley, o Barnsley venceu o Millwall por 3–1, na final dos play-offs da League One, conquistando a subida ao Championship. Toney entrou como suplente, jogando os 9 minutos finais da partida.
Na época seguinte, no dia 8 de agosto de 2016, Toney foi emprestado ao Shrewsbury Town, da League One, por meia temporada. A 3 de setembro, marcou o seu primeiro gol pelo clube, após ganhar e converter um penálti, numa vitória por 3–2 sobre o Oldham Athletic. Na semana seguinte voltou a marcar, num empate por 1–1 contra o Bury. A 24 de setembro, foi expulso por acumulação de amarelos num empate por 1–1 frente ao Wimbledon.
Tendo marcado 7 gols em 26 jogos pelo Shrewsbury na primeira metade da época, a 12 de janeiro de 2017, Toney foi emprestado a outro clube da League One, o Scunthorpe United, até ao final da temporada 2016–17. Dois dias depois, fez a sua estreia, entrando como suplente para os 10 minutos finais de uma vitória por 2–1 sobre o Northampton Town. A 28 de janeiro, estreou-se como titular e a marcar pelo Scunthorpe, numa vitória por 3–2 sobre o Port Vale, que colocou o clube em 1º lugar na tabela classificativa. Toney marcou 7 gols em 17 jogos pelo Scunthorpe, que terminou a época em 3º lugar na League One, tendo sido derrotado na semifinal dos play-offs de promoção pelo Millwall.
Em 2 de agosto de 2017, Toney regressou à League One, emprestado ao Wigan Athletic até ao final da temporada 2017–18. Estreou-se três dias depois, começando a titular numa vitória por 1–0 sobre os MK Dons. A 19 de agosto, marcou o seu primeiro gol pelo clube, o primeiro numa vitória por 2–0 sobre o Oldham Athletic. A 10 de janeiro de 2018, após marcar 6 gols em 28 jogos pelo Wigan, o empréstimo de Toney foi cancelado pelo Newcastle.
Em 11 de janeiro de 2018, Toney foi novamente emprestado ao  Scunthorpe United até ao final da temporada 2017–18. A 3 de fevereiro, marcou o primeiro gol desde o seu regresso ao clube, o terceiro numa vitória por 3–2 sobre o Fleetwood Town. No seu segundo empréstimo ao Scunthorpe, Toney marcou 8 gols em 18 jogos. O clube terminou em 5º lugar na League One, sendo novamente eliminado na semifinal dos play-offs de promoção, desta volta pelo Rotherham United.

### Peterborough United
Em 9 de agosto de 2018, Toney foi contratado pelo Peterborough United, da League One, por um valor a rondar as 650 mil libras, assinando um contrato de longa duração com o clube. Fez a sua estreia dois dias depois, numa vitória por 4–1 frente ao Rochdale, substituindo Jason Cummings aos 72 minutos de jogo. A 8 de setembro, entrando novamente como suplente, marcou o gol decisivo numa vitória por 3–2 sobre o Southend United - o seu primeiro gol pelo Peterborough.
Em 11 de dezembro, marcou um hat-trick na 2.ª rodada da Taça de Inglaterra, num empate por 4–4 contra o Bradford City, sendo o primeiro gol um livre direto quase da linha do meio campo. No desempate por penáltis, Toney falhou, mas o Peterborough venceu de qualquer forma. Dezoito dias depois, voltou a marcar um hat-trick, numa vitória por 4–0 sobre o Accrington Stanley. A 23 de fevereiro de 2019, numa partida contra o Shrewsbury Town que terminou numa derrota por 2–1, Toney foi expulso aos 30 minutos de jogo por usar a mão para impedir um gol adversário. Na época 2018–19, Toney marcou 23 gols em 55 jogos pelo Peterborough, com a equipe a terminar em 7º lugar na League One.
Toney começou a temporada 2019–20 com 7 gols nos primeiros 7 jogos do campeonato, inclusive um hat-trick numa vitória por 6–0 sobre o Rochdale, a 14 de setembro. No mês seguinte, pediu aos adeptos do Peterborough que alterassem um cântico sobre o tamanho da sua genitália, tornando-o mais family-friendly.
Toney marcou 9 gols nos seus útlimos 7 jogos antes do campeonato da League One 2019–20 ser abandonado, em março de 2020, devido à pandemia de COVID-19. Toney terminou a época com 26 gols em 39 jogos, e foi eleito o Melhor Jogador da Temporada da League One.

### Brentford
A 31 de agosto de 2020, Toney assinou um contrato de 5 anos com o Brentford, do Championship. Em troca, o Peterborough recebeu cerca de 5 milhões de libras (10 milhões com bónus), um recorde de vendas para o clube. Entre outros clubes interessados encontrava-se o Tottenham Hotspur, da Premier League, para suplente de Harry Kane. Toney marcou o seu primeiro gol pelo Brentford, um penálti, num empate por 1–1 com o Millwall, a 26 de setembro. Em cada um dos 3 jogos seguintes, Toney marcou 2 gols.
A 20 de janeiro de 2021, Toney assistiu o único gol do jogo numa vitória caseira sobre o Luton Town, antes de ser expulso nos descontos por uma altercação com Tom Lockyer. Dez dias depois, marcou um hat-trick numa vitória por 7–2 sobre o Wycombe Wanderers. Em abril, Toney foi anunciado como um dos nomeados para o prêmio de Melhor Jogador da Temporada do Championship.
A 8 de maio de 2021, Toney marcou o seu 31.º gol da época no campeonato, contra o Bristol City, estabelecendo um novo recorde de gols numa temporada do Championship. Três semanas depois, marcou na final do play-off de promoção, numa vitória por 2–0 sobre o Swansea City, que garantiu a subida do Brentford à Premier League, pela primeira vez na história do clube.
Ainda no Championship, a equipe do Brentford tinha tomado a decisão de não se ajoelhar contra o racismo no início dos jogos; Toney justificara que os jogadores estavam a ser "usados como fantoches" para fazer o gesto, enquanto a sociedade não mudava. O avançado foi alvo de insultos racistas online ao longo de toda a temporada. Quando o Brentford reverteu a sua decisão, Toney declarou que não se iria juntar aos seus colegas e que iria permanecer de pé durante o gesto.
A 13 de agosto de 2021, Toney foi titular e jogou os 90 minutos do primeiro jogo da história do Brentford na Premier League, que correspondeu a uma vitória por 2–0 sobre o Arsenal. A 5 de março de 2022, Toney marcou o primeiro hat-trick da história do Brentford na Premier League, numa vitória por 3–1 sobre o Norwich City. Na temporada 2021-22, Toney marcou 14 gols em 37 jogos, com o Brentford a terminar em 13º lugar na Premier League, garantindo a manutenção.
A 3 de setembro de 2022, Toney marcou o seu segundo hat-trick na Premier League, numa vitória por 5–2 sobre o Leeds United, com o primeiro dos 3 gols a corresponder ao 50.º gol de Toney pelo Brentford.
Com o Brentford, Toney ganhou reputação de cobrador de penáltis (quase) exímio, tendo marcado 25 das 26 grandes penalidades que bateu pelo clube, 8 delas na Premier League.
A 14 de março de 2023, postou insultos racistas dirigidos a Toney nas redes sociais tornou-se a primeira pessoa a ser banida de todos os estádios ingleses por 3 anos.
A 17 de maio de 2023, após marcar 20 golos em 33 jogos na Premier League, a época de Toney terminou permaturamente, após receber uma suspensão de 8 meses de qualquer atividade futebolística, atribuída pela FA devido a múltiplas violações do regulamento de apostas desportivas.

### Al Ahli
Em 30 de agosto de 2024, foi anunciado que Toney havia concluído uma transferência para o Al-Ahli, clube do Campeonato Saudita de Futebol, assinando um contrato até 2028 por uma taxa estimada de £ 40 milhões.

## Carreira Internacional
Em março de 2021, foi noticiado que Toney seria convocado pela Seleção Jamaicana, como parte de um projeto da Federação Jamaicana de Futebol que envolvia "capturar" jogadores nascidos em Inglaterra com ascendência jamaicana, para tentar alcançar a qualificação para o Mundial 2022. O presidente da Federação, Michael Ricketts, anunciou que o avançado estava em processo de aquisição de um passaporte jamaicano para poder representar o país. No entanto, Toney rejeitou a convocatória, pois ambicionava representar o seu país natal, Inglaterra.
A 15 de setembro de 2022, Toney foi pela primeira vez convocado pela Seleção Inglesa para jogos da Liga das Nações contra Itália e Alemanha. No entanto, o avançado não entrou em campo em nenhuma das partidas.

## Investigação de Apostas
A 16 de novembro de 2022, foi anunciado que Toney tinha sido acusado pela FA de 232 violações das suas leis de apostas. A 20 de dezembro de 2022, Toney foi acusado de umas adicionais 30 violações das leis de apostas, elevando o total de acusações para 262. O jogador admitiu muitas das infrações, contestando outras. Em maio de 2023, Ivan foi considerado culpado de 232 das infrações e consequentemente banido de atividades futebolísticas por 8 meses (podendo regressar aos treinos em 4 meses) e multado em 50 mil libras. As infrações ocorreram entre 2017 e 2021.
Inicialmente, a FA tencionava banir Toney por 15 meses, alegando que o jogador tinha mentido sobre as apostas e que tentara destruir provas; nem todas as acusações da FA foram confirmadas pela comissão reguladora. A suspensão foi inicialmente reduzida para 11 meses, quando Ivan admitiu as infrações, e posteriormente para 8 meses, após o jogador ser oficialmente diagnosticado com vício em jogo. Toney apostou em 126 jogos de competições nas quais participava, incluindo 29 jogos da própria equipa. Desses, apostou por 13 vezes na derrota da própria equipa, sempre em jogos nos quais não participara. A comissão reguladora concluiu que Ivan não cometera manipulação de resultados.

## Estatísticas
Atualizado até 6 de maio de 2023.

### Clubes
| Equipa                   | Temporada         | Campeonato        | Campeonato | Campeonato | FA Cup | FA Cup | EFL Cup | EFL Cup | Outros | Outros | Total | Total |
| Equipa                   | Temporada         | Divisão           | Jogos      | Gols       | Jogos  | Gols   | Jogos   | Golos   | Jogos  | Gols   | Jogos | Gols  |
| ------------------------ | ----------------- | ----------------- | ---------- | ---------- | ------ | ------ | ------- | ------- | ------ | ------ | ----- | ----- |
| Northampton Town         | 2012–13           | League Two        | —          | —          | 1      | 0      | —       | —       | —      | —      | 1     | 0     |
| Northampton Town         | 2013–14           | League Two        | 13         | 3          | 0      | 0      | 1       | 0       | 1      | 0      | 15    | 3     |
| Northampton Town         | 2014–15           | League Two        | 40         | 8          | 2      | 1      | 1       | 1       | 1      | 0      | 44    | 10    |
| Northampton Town         | Total             | Total             | 53         | 11         | 3      | 1      | 2       | 1       | 2      | 0      | 60    | 13    |
| Newcastle                | 2015–16           | Premier League    | 2          | 0          | 0      | 0      | 2       | 0       | —      | —      | 4     | 0     |
| Newcastle                | Total             | Total             | 2          | 0          | 0      | 0      | 2       | 0       | —      | —      | 4     | 0     |
| Barnsley (emp.)          | 2015–16           | League One        | 15         | 1          | —      | —      | —       | —       | 6      | 1      | 21    | 2     |
| Barnsley (emp.)          | Total             | Total             | 15         | 1          | —      | —      | —       | —       | 6      | 1      | 21    | 2     |
| Shrewsbury Town (emp.)   | 2016–17           | League One        | 19         | 6          | 3      | 0      | 2       | 0       | 2      | 1      | 26    | 7     |
| Shrewsbury Town (emp.)   | Total             | Total             | 19         | 6          | 3      | 0      | 2       | 0       | 2      | 1      | 26    | 7     |
| Scunthorpe United (emp.) | 2016–17           | League One        | 15         | 6          | —      | —      | —       | —       | 2      | 1      | 17    | 7     |
| Scunthorpe United (emp.) | Total             | Total             | 15         | 6          | —      | —      | —       | —       | 2      | 1      | 17    | 7     |
| Wigan Athletic (emp.)    | 2017–18           | League One        | 24         | 4          | 4      | 2      | 0       | 0       | —      | —      | 28    | 6     |
| Wigan Athletic (emp.)    | Total             | Total             | 24         | 4          | 4      | 2      | 0       | 0       | —      | —      | 28    | 6     |
| Scunthorpe United (emp.) | 2017–18           | League One        | 16         | 8          | —      | —      | —       | —       | 2      | 0      | 18    | 8     |
| Scunthorpe United (emp.) | Total             | Total             | 16         | 8          | —      | —      | —       | —       | 2      | 0      | 18    | 8     |
| Peterborough United      | 2018–19           | League One        | 44         | 16         | 4      | 4      | 1       | 0       | 6      | 3      | 55    | 23    |
| Peterborough United      | 2019–20           | League One        | 32         | 24         | 4      | 2      | 1       | 0       | 2      | 0      | 39    | 26    |
| Peterborough United      | Total             | Total             | 76         | 40         | 8      | 6      | 2       | 0       | 8      | 3      | 94    | 49    |
| Brentford                | 2020–21           | Championship      | 45         | 31         | 0      | 0      | 4       | 0       | 3      | 2      | 52    | 33    |
| Brentford                | 2021–22           | Premier League    | 33         | 12         | 2      | 1      | 2       | 1       | —      | —      | 37    | 14    |
| Brentford                | 2022–23           | Premier League    | 33         | 20         | 0      | 0      | 2       | 1       | —      | —      | 35    | 21    |
| Brentford                | Total             | Total             | 111        | 63         | 2      | 1      | 8       | 2       | 3      | 2      | 124   | 68    |
| Total na carreira        | Total na carreira | Total na carreira | 331        | 139        | 20     | 10     | 16      | 3       | 25     | 8      | 392   | 160   |

1. 1 2  Jogo no Football League Trophy
2. ↑  3 jogos e 1 golo no Football League Trophy, 3 jogos nos play-offs da League One
3. 1 2 3  Jogos no EFL Trophy
4. 1 2  Jogos nos play-offs da League One
5. ↑  Jogos nos play-offs do Championship

### Internacional
Atualizado até 26 de março de 2023
| Seleção    | Ano   | Jogos | Golos |
| ---------- | ----- | ----- | ----- |
| Inglaterra | 2023  | 1     | 0     |
| Total      | Total | 1     | 0     |

## Títulos
Barnsley
- Football League Trophy: 2015–16[25]
- Play-offs da League One: 2016[26]

Wigan Athletic
- League One: 2017–18[83]

Brentford
- Play-offs do Championship: 2021[84]

Al-Ahli Saudi
- Liga dos Campeões da AFC: 2024–25

### Prémios individuais
- Jogador do Ano dos Adeptos do Brentford: 2020–21[85]
- Equipa da Temporada do Championship: 2020–21[86]
- Equipa do Ano da League One: 2019–20[87]
- Equipa do Ano do Championship: 2020–21[85]
- Jogador do Ano da League One: 2019–20[49]
- London Football Awards: Jogador do Ano da EFL: 2021[88]
- Gol do Mês da Premier League: setembro de 2022[89]

### Melhor Marcador
- Championship 2020–21 (31 golos)[carece de fontes?]